# Sterictopsis
Sterictopsis is een geslacht van vlinders van de familie spanners (Geometridae), uit de onderfamilie Geometrinae.

## Soorten
- S. argyraspis Lower, 1893
- S. divergens Goldfinch, 1929